# Герб Жиганского Эвенкийского национального наслега
Герб муниципального образования сельское поселение «Жиганский Эвенкийский национальный наслег» Жиганского улуса Республики Саха (Якутия) Российской Федерации.
Герб утверждён Решением Жиганского Эвенкийского национального наслежного Совета № 26 от 24 апреля 2008 года.
Герб внесён в Государственный геральдический регистр Российской Федерации под регистрационным номером 6615.

## Описание герба
«В серебряном поле с лазоревой главой, обременённой двумя разнонаправленными серебряными осётрами один над другим, повышенный лазоревый ромб, обременённый серебряной звездой о четырёх лучах, сопровождаемый внизу тремя червлёными треугольниками в пояс, средний из которых увенчан малым опрокинутым червлёным стропилом с раздвоенными концами, а крайние малыми червлёными ромбами».

## История герба
Герб наслега создан на основе исторического герба Жиганска 1790 года.
6 марта 2013 года на 4 Сессии наслежного Совета депутатов 3-го созыва МО «Жиганский ЭНН», вероятно после экспертизы Геральдического совета, состоялось утверждение герба и флага МО «Жиганский эвенкийский национальный наслег».